# Джміль

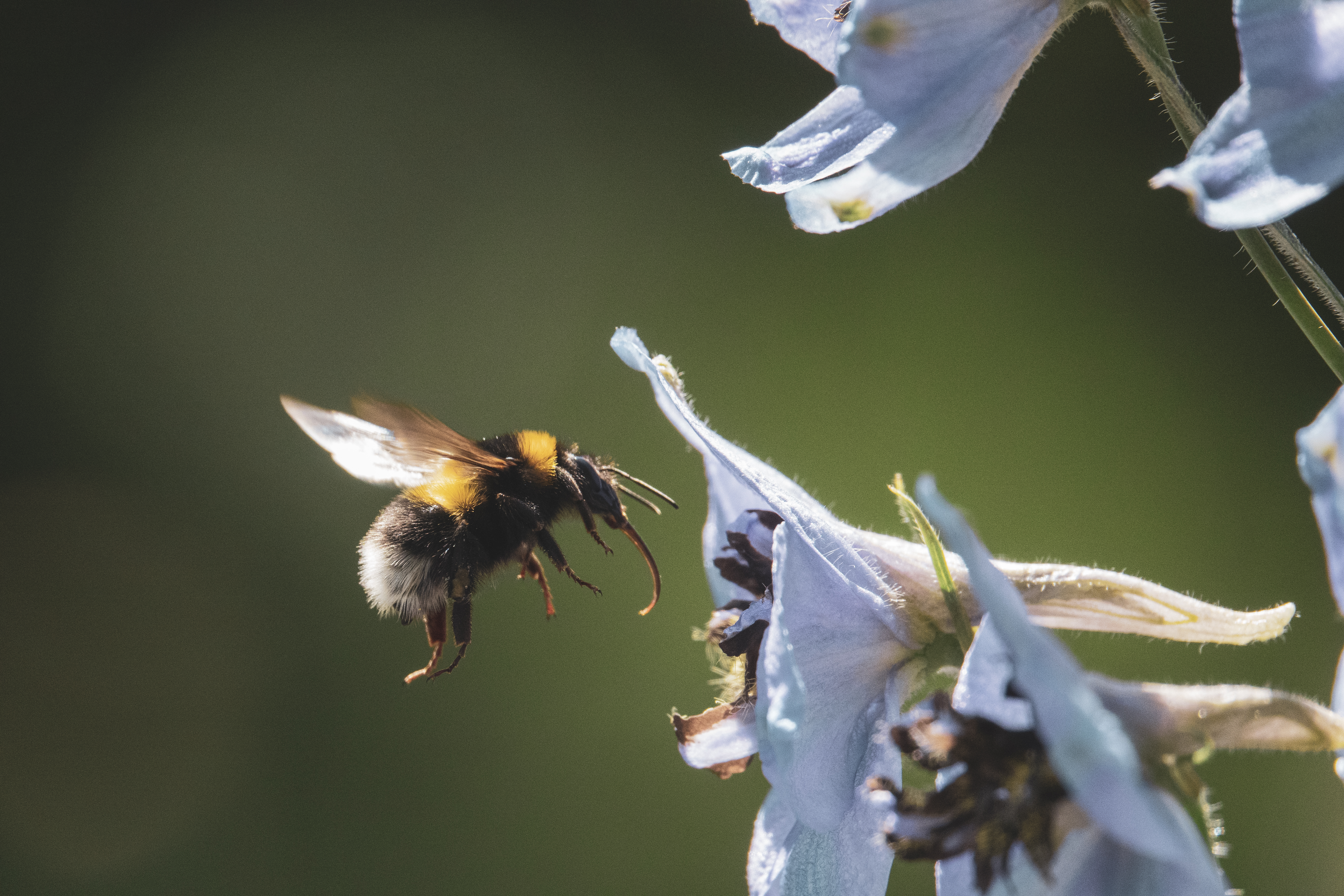
Джміль весняний

Джміль (Bombus), діал. чміль — представник будь-якого з понад 250 видів роду комах Bombus родини бджолиних. Рід Bombus є єдиною сучасною групою в трибі Bombini, проте є відомості про декілька споріднених викопних видів (наприклад, Calyptapis). Джмелі найчастіше зустрічаються у високих над рівнем моря місцевостях та в широтах Північної півкулі, хоча їх також можливо знайти у Південній Америці, де було виявлено декілька їх рівнинних тропічних видів. Європейських джмелів також завезли до Нової Зеландії та Тасманії. Самки джмелів можуть жалити неодноразово, але зазвичай ігнорують людей та інших тварин. 8 видів джмелів занесено до Червоної книги України.
Більшість джмелів — суспільні комахи, які утворюють колонії з однією маткою. Їх колонії менші, ніж колонії медоносних бджіл, і деякі гнізда досягають лише 50 особин. Джмелі-зозулі користуються стратегією гніздового паразитизму, не будують гнізд і не утворюють колоній: їхні матки агресивно вторгаються в гнізда інших видів джмелів, вбивають маток-мешканців і відкладають власні яйця, за якими внаслідок піклуються робітники-мешканці. Раніше джмелі-зозулі були класифіковані як окремий рід, але тепер зазвичай розглядаються як представники Bombus.

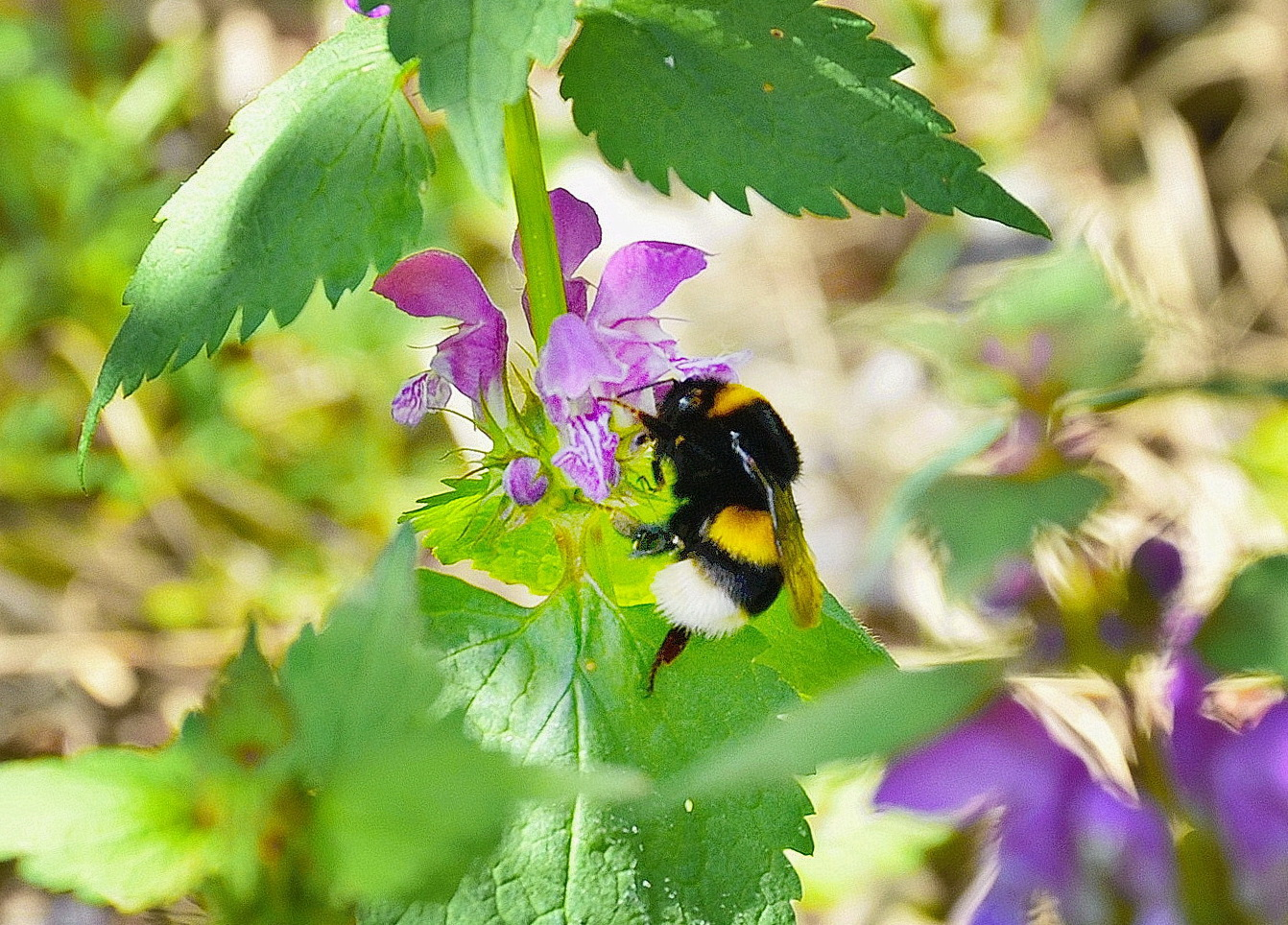
Джміль садо́вий (Bombus hortorum) на Полтавщині

Джмелі мають товсті округлі тільця вкриті довгими гіллястими ворсинками, які утворюють м'який волохатий покрив і надають їм пухнастий вигляд. Джмелі мають апосематичне (застережливе) забарвлення, що зазвичай складаються з контрастних кольорових смужок, і різні види спільного регіону часто схожі між собою внаслідок прояву взаємозахисної форми мімікрії Мюллера. У випадку мімікрії Бейтса, нешкідливі комахи, як повисюхові мухи (трутики), можуть отримувати захист методом повторення зовнішності джмелів, з якими їх іноді плутають. Джмелів, що будують гнізда й таких же великих та пухнастих джмелів-зозуль можливо розрізнити між собою за формою задньої лапи жіночих особин. У гніздових джмелів вона видозмінена для утворення пилкового кошика — оголеної блискучої ділянки обрамленої волосками для збору пилку, в той час як задня нога джмелів-зозуль повністю волохата, і вони ніколи не носять пилок.
Як і їх родичі медоносні бджоли, джмелі споживають нектар, використовуючи їх довгі ворсинчасті язики щоб випити рідину; цей хоботок тримається згорнутим під головою під час польоту. Джмелі збирають нектар щоб додати до запасів в гнізді, а пилок для годування своєї малечі. Вони використовують кольори та просторові ознаки для визначення квітів з яких вони будуть годуватись під час польотів за їжею. Деякі джмелі «крадуть» нектар, роблячи отвір біля основи квітки для доступу до нектару без опилення. Джмелі є важливими запилювачами в агрикультурі, тому скорочення їх популяцій у Європі, Північній Америці та Азії є причиною для занепокоєння. Скорочення популяцій було спричинено руйнуванням їх природного середовища, механізацією агрикультури та пестицидами.

## Філогенетика
Триба джмелів Bombini є однією з чотирьох груп бджолиних що мають пилкові кошики у родині Apidae, решток складають медоносні бджоли Apini, орхідейні бджоли Euglossini та нежалячі бджоли Meliponini. Бджоли з пилковими кошиками (кошикові) є монофілетичною групою. Було припущено, що складна еусоціальна поведінка еволюціонувала двічі в цій групі, що призвело до суперечки, на сьогодні здебільшого вирішеної, щодо філогенетичного походження чотирьох груп; вважалось, що еусоціальність еволюціонувала лише один раз, що приводило до близького розташування на кладограмі медоносних та нежалячих бджіл, які між собою не схожі. Зараз приймається, що медоносні бджоли (з просунутими суспільствами) та орхідейні бджоли (не суспільні) близько споріднені, в той час коли примитивно еусоціальні джмелині близькі до нежалячих бджіл, які мають більш просунуту еусоціальну поведінку. За словами вчених Софі Кардінал та Брайан Денфорт: «Це неймовірно, але гіпотеза про подвійне походження просунутої еусоціальності співпадає з ранніми дослідженнями морфології да соціальної поведінки в кошикових бджолах». Їх аналіз, який поєднав молекулярні, морфологічні та поведінкові дані, видав наступну кладограму:
|  | Медоносні бджоли (Apini)      |
|  |                               |
|  | Орхідейні бджоли (Euglossini) |
|  |                               |

|  | Джмелині (Bombini)           |
|  |                              |
|  | Нежалячі бджоли (Meliponini) |
|  |                              |

|  | Медоносні бджоли (Apini)      |
|  |                               |
|  | Орхідейні бджоли (Euglossini) |
|  |                               |

|  | Джмелині (Bombini)           |
|  |                              |
|  | Нежалячі бджоли (Meliponini) |
|  |                              |

На основі поданої гіпотези, молекулярні дані вказують на те, що трибі джмелиних Bombini від 25 до 40 мільйонів років, а трибі нежалячих бджіл Meliponini (а також кладі що включає Bombini та Meliponini) від 81 до 96 мільйонів років, приблизно стільки ж як і самій групі кошикових бджіл.
З іншого боку, більш сучасна філогенетика з використанням даних транскріптоми (сукупність усіх транскрипцій РНК організму) з 3,647 генів десяти видів кошикових бджіл підтримує гіпотезу єдиного походження еусоціальності у цій групі. Було знайдено, що джмелині Bombini та нежалячі бджоли Meliponini є дійсно сестринськими лініями, підтверджуючи попередні знахідки Софії Кардінал та Брайана Данфорта (2011). Проте, Ромігьє та інш. (2015) стверджують, що джмелині, нежалячі бджоли та медоносні бджоли є монофілетичною групою, де медоносні бджоли розділяють останнього спільного прародича з кладою джмелиних та нежалячих бджіл. Орхідейні бджоли найбільш віддалені від усіх трьох, оскільки вони не розділяють останнього спільного прародича з джмелиними, нежалячими бджолами та медоносними бджолами. Таким чином, цей аналіз підтримує гіпотезу єдиного походження еусоціальності серед бджіл з пилковими кошиками, де еусоціальність еволюціонувала у спільного прародича триб Bombini, Apini та Meliponini.

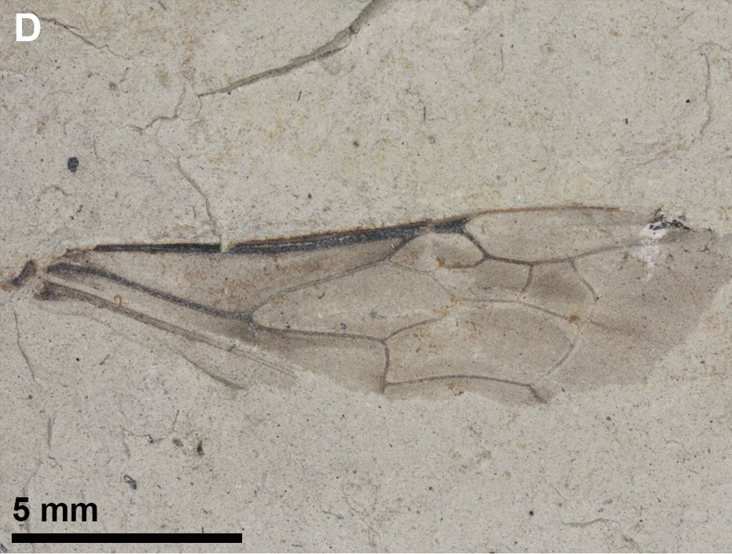
Bombus pristinus описаний в 1867 р.

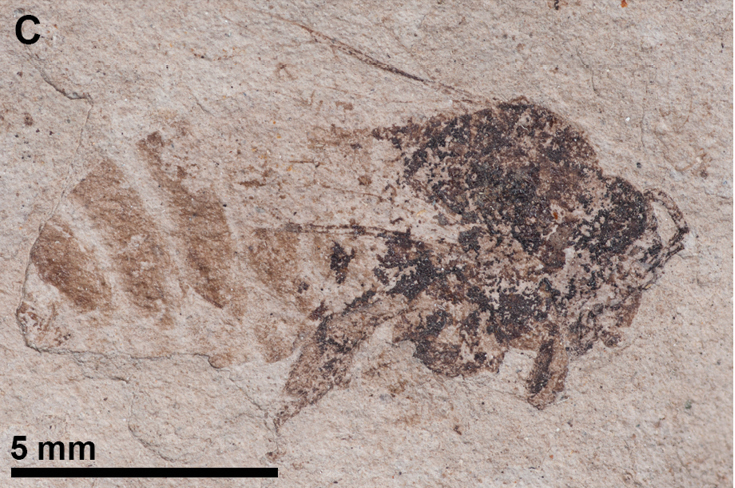
Calyptapis florissantensis, Еоцен геологічної формації Флориссент

Кількість знайдених скам'янілостей бджіл обмежена; приблизно 14 видів які можливо належать до джмелиних було описано станом на 2023 рік. Єдині споріднені групи до Bombus (джмелів) серед Bombini (джмелиних) це Calyptapis florissantensis з геологічної формації Флориссент, США, та Oligobombus cuspidatus з геологічної формації Боулднор, Острів Вайт; обидва належать до пізньої Еоценової епохи. Було описано два види Bombus з епохи Олігоцену міста Бешконак, Туреччина: Bombus (Mendacibombus) beskonakensis та Bombus (Paraelectrobombus) patriciae. Обидва види були спочатку угрупованні у роді який на час опису вважався за межами Bombus, і були відповідно названі Oligoapis beskonakensis and Paraelectrobombus patriciae. Повторний огляд передніх крил сприяв тому що обидва тепер розглядаються як члени Bombus.У 2012 було знайдено та класифіковано як Bombus randeckensis викопного джмеля з епохи Міоцену в німецькій геологічній формації Рандек Маар. У 2014 інший вид, Bombus cerdanyensis, описали з озерної рівнинної залежів в Ла Серданья, Іспанія, і хоча на той момент його не розмістили в жодний підрід, зараз його класифікують у Cullumanobombus — підроді що належить Bombus. Вид Bombus trophonius було описано в жовтні 2017 року і також розміщено у Cullumanobombus. Повторний опис скам'янілостей триби Bombini вченими Дехон та інш. (2019) призвів до того, що рід Oligoapis та підрід Mendacibombus (що належить роду Bombus) визнали синонімічними, а Paraelectrobombus пере-класифікували як підрід Bombus, натомість його попередньої позиції як рід триби Electrobombini. Підрід Cullumanobombus було розширено: окрім Bombus trophonius, він тепер включає Bombus randeckensis, який було пересунуто з підроду Bombus, та Bombus pristinus, вперше описаний австрійським вченим Францем Унгером (1867). Серед скам'янілостей підроду Melanobombus було знайдено лише Bombus cerdanyensis. Три додаткові види з геологічної формації Шаньвані, Китай, середнього Міоцену: «Bombus» luianus, «Bombus» anacolus та «Bombus» dilectus - було приписано до Bombus вченими Чжан (1980) та Чжан та інш. (1994). Через неможливість дослідити номенклатурні типи Чжана, маючи тільки ілюстрації скам'янілостей, Дехон та інш. не розмістили ці три види в конкретному підроді, і розглядали їх як «невизначені види», ті які потребують повторний огляд. Ще два види не потрапили під розгляд Дехона та інш: Bombus crassipes з заліжи Кроттензе, Чехії, пізнього Міоцену та Bombus proavus з геологічної формації Лейта, США, середнього Міоцену.

## Таксономія
Рід Джміль (Bombus), єдиний рід триби Bombini що зберігся на сьогодні, складається з понад 250 видів. Рід було розподілено різними чинами на аж до 49 підроди, рівень ускладненості критикований дослідником Вільямс (2008). До джмелів-зозуль іноді ставились як до окремого роду, але зараз вони вважаються частиною Bombus, розміщені в одному з підродів, чи розподілені між декількома підродами.
Bombus pauloensis, Bombus dahlbomii, Bombus fervidus, Bombus lapidarius, Bombus ruderatus, and Bombus rupestris є прикладами джмелів виду Bombus.
|  | Megabombus, 22 видів                                                            |
|  |                                                                                 |
|  | \| \| Thoracobombus, 50 видів \| \| \| \| \| \| Psithyrus, 30 видів \| \| \| \| |
|  |                                                                                 |
|  | Thoracobombus, 50 видів                                                         |
|  |                                                                                 |
|  | Psithyrus, 30 видів                                                             |
|  |                                                                                 |

|  | Thoracobombus, 50 видів |
|  |                         |
|  | Psithyrus, 30 видів     |
|  |                         |

|  | Megabombus, 22 видів                                                            |
|  |                                                                                 |
|  | \| \| Thoracobombus, 50 видів \| \| \| \| \| \| Psithyrus, 30 видів \| \| \| \| |
|  |                                                                                 |
|  | Thoracobombus, 50 видів                                                         |
|  |                                                                                 |
|  | Psithyrus, 30 видів                                                             |
|  |                                                                                 |

|  | Thoracobombus, 50 видів |
|  |                         |
|  | Psithyrus, 30 видів     |
|  |                         |

|  | Pyrobombus, 50 видів                                                               |
|  |                                                                                    |
|  | \| \| Alpinobombus, 5 видів \| \| \| \| \| \| Bombus (підрід), 5 видів \| \| \| \| |
|  |                                                                                    |
|  | Alpinobombus, 5 видів                                                              |
|  |                                                                                    |
|  | Bombus (підрід), 5 видів                                                           |
|  |                                                                                    |

|  | Alpinobombus, 5 видів    |
|  |                          |
|  | Bombus (підрід), 5 видів |
|  |                          |

|  | Alpigenobombus, 7 видів                                                               |
|  |                                                                                       |
|  | Melanobombus, 17 видів                                                                |
|  |                                                                                       |
|  | \| \| Sibiricobombus, 7 видів \| \| \| \| \| \| Cullumanobombus, 23 видів \| \| \| \| |
|  |                                                                                       |
|  | Sibiricobombus, 7 видів                                                               |
|  |                                                                                       |
|  | Cullumanobombus, 23 видів                                                             |
|  |                                                                                       |

|  | Sibiricobombus, 7 видів   |
|  |                           |
|  | Cullumanobombus, 23 видів |
|  |                           |

|  | Pyrobombus, 50 видів                                                               |
|  |                                                                                    |
|  | \| \| Alpinobombus, 5 видів \| \| \| \| \| \| Bombus (підрід), 5 видів \| \| \| \| |
|  |                                                                                    |
|  | Alpinobombus, 5 видів                                                              |
|  |                                                                                    |
|  | Bombus (підрід), 5 видів                                                           |
|  |                                                                                    |

|  | Alpinobombus, 5 видів    |
|  |                          |
|  | Bombus (підрід), 5 видів |
|  |                          |

|  | Alpigenobombus, 7 видів                                                               |
|  |                                                                                       |
|  | Melanobombus, 17 видів                                                                |
|  |                                                                                       |
|  | \| \| Sibiricobombus, 7 видів \| \| \| \| \| \| Cullumanobombus, 23 видів \| \| \| \| |
|  |                                                                                       |
|  | Sibiricobombus, 7 видів                                                               |
|  |                                                                                       |
|  | Cullumanobombus, 23 видів                                                             |
|  |                                                                                       |

|  | Sibiricobombus, 7 видів   |
|  |                           |
|  | Cullumanobombus, 23 видів |
|  |                           |

|  | Megabombus, 22 видів                                                            |
|  |                                                                                 |
|  | \| \| Thoracobombus, 50 видів \| \| \| \| \| \| Psithyrus, 30 видів \| \| \| \| |
|  |                                                                                 |
|  | Thoracobombus, 50 видів                                                         |
|  |                                                                                 |
|  | Psithyrus, 30 видів                                                             |
|  |                                                                                 |

|  | Thoracobombus, 50 видів |
|  |                         |
|  | Psithyrus, 30 видів     |
|  |                         |

|  | Megabombus, 22 видів                                                            |
|  |                                                                                 |
|  | \| \| Thoracobombus, 50 видів \| \| \| \| \| \| Psithyrus, 30 видів \| \| \| \| |
|  |                                                                                 |
|  | Thoracobombus, 50 видів                                                         |
|  |                                                                                 |
|  | Psithyrus, 30 видів                                                             |
|  |                                                                                 |

|  | Thoracobombus, 50 видів |
|  |                         |
|  | Psithyrus, 30 видів     |
|  |                         |

|  | Pyrobombus, 50 видів                                                               |
|  |                                                                                    |
|  | \| \| Alpinobombus, 5 видів \| \| \| \| \| \| Bombus (підрід), 5 видів \| \| \| \| |
|  |                                                                                    |
|  | Alpinobombus, 5 видів                                                              |
|  |                                                                                    |
|  | Bombus (підрід), 5 видів                                                           |
|  |                                                                                    |

|  | Alpinobombus, 5 видів    |
|  |                          |
|  | Bombus (підрід), 5 видів |
|  |                          |

|  | Alpigenobombus, 7 видів                                                               |
|  |                                                                                       |
|  | Melanobombus, 17 видів                                                                |
|  |                                                                                       |
|  | \| \| Sibiricobombus, 7 видів \| \| \| \| \| \| Cullumanobombus, 23 видів \| \| \| \| |
|  |                                                                                       |
|  | Sibiricobombus, 7 видів                                                               |
|  |                                                                                       |
|  | Cullumanobombus, 23 видів                                                             |
|  |                                                                                       |

|  | Sibiricobombus, 7 видів   |
|  |                           |
|  | Cullumanobombus, 23 видів |
|  |                           |

|  | Pyrobombus, 50 видів                                                               |
|  |                                                                                    |
|  | \| \| Alpinobombus, 5 видів \| \| \| \| \| \| Bombus (підрід), 5 видів \| \| \| \| |
|  |                                                                                    |
|  | Alpinobombus, 5 видів                                                              |
|  |                                                                                    |
|  | Bombus (підрід), 5 видів                                                           |
|  |                                                                                    |

|  | Alpinobombus, 5 видів    |
|  |                          |
|  | Bombus (підрід), 5 видів |
|  |                          |

|  | Alpigenobombus, 7 видів                                                               |
|  |                                                                                       |
|  | Melanobombus, 17 видів                                                                |
|  |                                                                                       |
|  | \| \| Sibiricobombus, 7 видів \| \| \| \| \| \| Cullumanobombus, 23 видів \| \| \| \| |
|  |                                                                                       |
|  | Sibiricobombus, 7 видів                                                               |
|  |                                                                                       |
|  | Cullumanobombus, 23 видів                                                             |
|  |                                                                                       |

|  | Sibiricobombus, 7 видів   |
|  |                           |
|  | Cullumanobombus, 23 видів |
|  |                           |

|  | Megabombus, 22 видів                                                            |
|  |                                                                                 |
|  | \| \| Thoracobombus, 50 видів \| \| \| \| \| \| Psithyrus, 30 видів \| \| \| \| |
|  |                                                                                 |
|  | Thoracobombus, 50 видів                                                         |
|  |                                                                                 |
|  | Psithyrus, 30 видів                                                             |
|  |                                                                                 |

|  | Thoracobombus, 50 видів |
|  |                         |
|  | Psithyrus, 30 видів     |
|  |                         |

|  | Megabombus, 22 видів                                                            |
|  |                                                                                 |
|  | \| \| Thoracobombus, 50 видів \| \| \| \| \| \| Psithyrus, 30 видів \| \| \| \| |
|  |                                                                                 |
|  | Thoracobombus, 50 видів                                                         |
|  |                                                                                 |
|  | Psithyrus, 30 видів                                                             |
|  |                                                                                 |

|  | Thoracobombus, 50 видів |
|  |                         |
|  | Psithyrus, 30 видів     |
|  |                         |

|  | Pyrobombus, 50 видів                                                               |
|  |                                                                                    |
|  | \| \| Alpinobombus, 5 видів \| \| \| \| \| \| Bombus (підрід), 5 видів \| \| \| \| |
|  |                                                                                    |
|  | Alpinobombus, 5 видів                                                              |
|  |                                                                                    |
|  | Bombus (підрід), 5 видів                                                           |
|  |                                                                                    |

|  | Alpinobombus, 5 видів    |
|  |                          |
|  | Bombus (підрід), 5 видів |
|  |                          |

|  | Alpigenobombus, 7 видів                                                               |
|  |                                                                                       |
|  | Melanobombus, 17 видів                                                                |
|  |                                                                                       |
|  | \| \| Sibiricobombus, 7 видів \| \| \| \| \| \| Cullumanobombus, 23 видів \| \| \| \| |
|  |                                                                                       |
|  | Sibiricobombus, 7 видів                                                               |
|  |                                                                                       |
|  | Cullumanobombus, 23 видів                                                             |
|  |                                                                                       |

|  | Sibiricobombus, 7 видів   |
|  |                           |
|  | Cullumanobombus, 23 видів |
|  |                           |

|  | Pyrobombus, 50 видів                                                               |
|  |                                                                                    |
|  | \| \| Alpinobombus, 5 видів \| \| \| \| \| \| Bombus (підрід), 5 видів \| \| \| \| |
|  |                                                                                    |
|  | Alpinobombus, 5 видів                                                              |
|  |                                                                                    |
|  | Bombus (підрід), 5 видів                                                           |
|  |                                                                                    |

|  | Alpinobombus, 5 видів    |
|  |                          |
|  | Bombus (підрід), 5 видів |
|  |                          |

|  | Alpigenobombus, 7 видів                                                               |
|  |                                                                                       |
|  | Melanobombus, 17 видів                                                                |
|  |                                                                                       |
|  | \| \| Sibiricobombus, 7 видів \| \| \| \| \| \| Cullumanobombus, 23 видів \| \| \| \| |
|  |                                                                                       |
|  | Sibiricobombus, 7 видів                                                               |
|  |                                                                                       |
|  | Cullumanobombus, 23 видів                                                             |
|  |                                                                                       |

|  | Sibiricobombus, 7 видів   |
|  |                           |
|  | Cullumanobombus, 23 видів |
|  |                           |

|  | Megabombus, 22 видів                                                            |
|  |                                                                                 |
|  | \| \| Thoracobombus, 50 видів \| \| \| \| \| \| Psithyrus, 30 видів \| \| \| \| |
|  |                                                                                 |
|  | Thoracobombus, 50 видів                                                         |
|  |                                                                                 |
|  | Psithyrus, 30 видів                                                             |
|  |                                                                                 |

|  | Thoracobombus, 50 видів |
|  |                         |
|  | Psithyrus, 30 видів     |
|  |                         |

|  | Megabombus, 22 видів                                                            |
|  |                                                                                 |
|  | \| \| Thoracobombus, 50 видів \| \| \| \| \| \| Psithyrus, 30 видів \| \| \| \| |
|  |                                                                                 |
|  | Thoracobombus, 50 видів                                                         |
|  |                                                                                 |
|  | Psithyrus, 30 видів                                                             |
|  |                                                                                 |

|  | Thoracobombus, 50 видів |
|  |                         |
|  | Psithyrus, 30 видів     |
|  |                         |

|  | Pyrobombus, 50 видів                                                               |
|  |                                                                                    |
|  | \| \| Alpinobombus, 5 видів \| \| \| \| \| \| Bombus (підрід), 5 видів \| \| \| \| |
|  |                                                                                    |
|  | Alpinobombus, 5 видів                                                              |
|  |                                                                                    |
|  | Bombus (підрід), 5 видів                                                           |
|  |                                                                                    |

|  | Alpinobombus, 5 видів    |
|  |                          |
|  | Bombus (підрід), 5 видів |
|  |                          |

|  | Alpigenobombus, 7 видів                                                               |
|  |                                                                                       |
|  | Melanobombus, 17 видів                                                                |
|  |                                                                                       |
|  | \| \| Sibiricobombus, 7 видів \| \| \| \| \| \| Cullumanobombus, 23 видів \| \| \| \| |
|  |                                                                                       |
|  | Sibiricobombus, 7 видів                                                               |
|  |                                                                                       |
|  | Cullumanobombus, 23 видів                                                             |
|  |                                                                                       |

|  | Sibiricobombus, 7 видів   |
|  |                           |
|  | Cullumanobombus, 23 видів |
|  |                           |

|  | Pyrobombus, 50 видів                                                               |
|  |                                                                                    |
|  | \| \| Alpinobombus, 5 видів \| \| \| \| \| \| Bombus (підрід), 5 видів \| \| \| \| |
|  |                                                                                    |
|  | Alpinobombus, 5 видів                                                              |
|  |                                                                                    |
|  | Bombus (підрід), 5 видів                                                           |
|  |                                                                                    |

|  | Alpinobombus, 5 видів    |
|  |                          |
|  | Bombus (підрід), 5 видів |
|  |                          |

|  | Alpigenobombus, 7 видів                                                               |
|  |                                                                                       |
|  | Melanobombus, 17 видів                                                                |
|  |                                                                                       |
|  | \| \| Sibiricobombus, 7 видів \| \| \| \| \| \| Cullumanobombus, 23 видів \| \| \| \| |
|  |                                                                                       |
|  | Sibiricobombus, 7 видів                                                               |
|  |                                                                                       |
|  | Cullumanobombus, 23 видів                                                             |
|  |                                                                                       |

|  | Sibiricobombus, 7 видів   |
|  |                           |
|  | Cullumanobombus, 23 видів |
|  |                           |

|  | Megabombus, 22 видів                                                            |
|  |                                                                                 |
|  | \| \| Thoracobombus, 50 видів \| \| \| \| \| \| Psithyrus, 30 видів \| \| \| \| |
|  |                                                                                 |
|  | Thoracobombus, 50 видів                                                         |
|  |                                                                                 |
|  | Psithyrus, 30 видів                                                             |
|  |                                                                                 |

|  | Thoracobombus, 50 видів |
|  |                         |
|  | Psithyrus, 30 видів     |
|  |                         |

|  | Megabombus, 22 видів                                                            |
|  |                                                                                 |
|  | \| \| Thoracobombus, 50 видів \| \| \| \| \| \| Psithyrus, 30 видів \| \| \| \| |
|  |                                                                                 |
|  | Thoracobombus, 50 видів                                                         |
|  |                                                                                 |
|  | Psithyrus, 30 видів                                                             |
|  |                                                                                 |

|  | Thoracobombus, 50 видів |
|  |                         |
|  | Psithyrus, 30 видів     |
|  |                         |

|  | Pyrobombus, 50 видів                                                               |
|  |                                                                                    |
|  | \| \| Alpinobombus, 5 видів \| \| \| \| \| \| Bombus (підрід), 5 видів \| \| \| \| |
|  |                                                                                    |
|  | Alpinobombus, 5 видів                                                              |
|  |                                                                                    |
|  | Bombus (підрід), 5 видів                                                           |
|  |                                                                                    |

|  | Alpinobombus, 5 видів    |
|  |                          |
|  | Bombus (підрід), 5 видів |
|  |                          |

|  | Alpigenobombus, 7 видів                                                               |
|  |                                                                                       |
|  | Melanobombus, 17 видів                                                                |
|  |                                                                                       |
|  | \| \| Sibiricobombus, 7 видів \| \| \| \| \| \| Cullumanobombus, 23 видів \| \| \| \| |
|  |                                                                                       |
|  | Sibiricobombus, 7 видів                                                               |
|  |                                                                                       |
|  | Cullumanobombus, 23 видів                                                             |
|  |                                                                                       |

|  | Sibiricobombus, 7 видів   |
|  |                           |
|  | Cullumanobombus, 23 видів |
|  |                           |

|  | Pyrobombus, 50 видів                                                               |
|  |                                                                                    |
|  | \| \| Alpinobombus, 5 видів \| \| \| \| \| \| Bombus (підрід), 5 видів \| \| \| \| |
|  |                                                                                    |
|  | Alpinobombus, 5 видів                                                              |
|  |                                                                                    |
|  | Bombus (підрід), 5 видів                                                           |
|  |                                                                                    |

|  | Alpinobombus, 5 видів    |
|  |                          |
|  | Bombus (підрід), 5 видів |
|  |                          |

|  | Alpigenobombus, 7 видів                                                               |
|  |                                                                                       |
|  | Melanobombus, 17 видів                                                                |
|  |                                                                                       |
|  | \| \| Sibiricobombus, 7 видів \| \| \| \| \| \| Cullumanobombus, 23 видів \| \| \| \| |
|  |                                                                                       |
|  | Sibiricobombus, 7 видів                                                               |
|  |                                                                                       |
|  | Cullumanobombus, 23 видів                                                             |
|  |                                                                                       |

|  | Sibiricobombus, 7 видів   |
|  |                           |
|  | Cullumanobombus, 23 видів |
|  |                           |

|  | Megabombus, 22 видів                                                            |
|  |                                                                                 |
|  | \| \| Thoracobombus, 50 видів \| \| \| \| \| \| Psithyrus, 30 видів \| \| \| \| |
|  |                                                                                 |
|  | Thoracobombus, 50 видів                                                         |
|  |                                                                                 |
|  | Psithyrus, 30 видів                                                             |
|  |                                                                                 |

|  | Thoracobombus, 50 видів |
|  |                         |
|  | Psithyrus, 30 видів     |
|  |                         |

|  | Megabombus, 22 видів                                                            |
|  |                                                                                 |
|  | \| \| Thoracobombus, 50 видів \| \| \| \| \| \| Psithyrus, 30 видів \| \| \| \| |
|  |                                                                                 |
|  | Thoracobombus, 50 видів                                                         |
|  |                                                                                 |
|  | Psithyrus, 30 видів                                                             |
|  |                                                                                 |

|  | Thoracobombus, 50 видів |
|  |                         |
|  | Psithyrus, 30 видів     |
|  |                         |

|  | Pyrobombus, 50 видів                                                               |
|  |                                                                                    |
|  | \| \| Alpinobombus, 5 видів \| \| \| \| \| \| Bombus (підрід), 5 видів \| \| \| \| |
|  |                                                                                    |
|  | Alpinobombus, 5 видів                                                              |
|  |                                                                                    |
|  | Bombus (підрід), 5 видів                                                           |
|  |                                                                                    |

|  | Alpinobombus, 5 видів    |
|  |                          |
|  | Bombus (підрід), 5 видів |
|  |                          |

|  | Alpigenobombus, 7 видів                                                               |
|  |                                                                                       |
|  | Melanobombus, 17 видів                                                                |
|  |                                                                                       |
|  | \| \| Sibiricobombus, 7 видів \| \| \| \| \| \| Cullumanobombus, 23 видів \| \| \| \| |
|  |                                                                                       |
|  | Sibiricobombus, 7 видів                                                               |
|  |                                                                                       |
|  | Cullumanobombus, 23 видів                                                             |
|  |                                                                                       |

|  | Sibiricobombus, 7 видів   |
|  |                           |
|  | Cullumanobombus, 23 видів |
|  |                           |

|  | Pyrobombus, 50 видів                                                               |
|  |                                                                                    |
|  | \| \| Alpinobombus, 5 видів \| \| \| \| \| \| Bombus (підрід), 5 видів \| \| \| \| |
|  |                                                                                    |
|  | Alpinobombus, 5 видів                                                              |
|  |                                                                                    |
|  | Bombus (підрід), 5 видів                                                           |
|  |                                                                                    |

|  | Alpinobombus, 5 видів    |
|  |                          |
|  | Bombus (підрід), 5 видів |
|  |                          |

|  | Alpigenobombus, 7 видів                                                               |
|  |                                                                                       |
|  | Melanobombus, 17 видів                                                                |
|  |                                                                                       |
|  | \| \| Sibiricobombus, 7 видів \| \| \| \| \| \| Cullumanobombus, 23 видів \| \| \| \| |
|  |                                                                                       |
|  | Sibiricobombus, 7 видів                                                               |
|  |                                                                                       |
|  | Cullumanobombus, 23 видів                                                             |
|  |                                                                                       |

|  | Sibiricobombus, 7 видів   |
|  |                           |
|  | Cullumanobombus, 23 видів |
|  |                           |

|  | Megabombus, 22 видів                                                            |
|  |                                                                                 |
|  | \| \| Thoracobombus, 50 видів \| \| \| \| \| \| Psithyrus, 30 видів \| \| \| \| |
|  |                                                                                 |
|  | Thoracobombus, 50 видів                                                         |
|  |                                                                                 |
|  | Psithyrus, 30 видів                                                             |
|  |                                                                                 |

|  | Thoracobombus, 50 видів |
|  |                         |
|  | Psithyrus, 30 видів     |
|  |                         |

|  | Megabombus, 22 видів                                                            |
|  |                                                                                 |
|  | \| \| Thoracobombus, 50 видів \| \| \| \| \| \| Psithyrus, 30 видів \| \| \| \| |
|  |                                                                                 |
|  | Thoracobombus, 50 видів                                                         |
|  |                                                                                 |
|  | Psithyrus, 30 видів                                                             |
|  |                                                                                 |

|  | Thoracobombus, 50 видів |
|  |                         |
|  | Psithyrus, 30 видів     |
|  |                         |

|  | Pyrobombus, 50 видів                                                               |
|  |                                                                                    |
|  | \| \| Alpinobombus, 5 видів \| \| \| \| \| \| Bombus (підрід), 5 видів \| \| \| \| |
|  |                                                                                    |
|  | Alpinobombus, 5 видів                                                              |
|  |                                                                                    |
|  | Bombus (підрід), 5 видів                                                           |
|  |                                                                                    |

|  | Alpinobombus, 5 видів    |
|  |                          |
|  | Bombus (підрід), 5 видів |
|  |                          |

|  | Alpigenobombus, 7 видів                                                               |
|  |                                                                                       |
|  | Melanobombus, 17 видів                                                                |
|  |                                                                                       |
|  | \| \| Sibiricobombus, 7 видів \| \| \| \| \| \| Cullumanobombus, 23 видів \| \| \| \| |
|  |                                                                                       |
|  | Sibiricobombus, 7 видів                                                               |
|  |                                                                                       |
|  | Cullumanobombus, 23 видів                                                             |
|  |                                                                                       |

|  | Sibiricobombus, 7 видів   |
|  |                           |
|  | Cullumanobombus, 23 видів |
|  |                           |

|  | Pyrobombus, 50 видів                                                               |
|  |                                                                                    |
|  | \| \| Alpinobombus, 5 видів \| \| \| \| \| \| Bombus (підрід), 5 видів \| \| \| \| |
|  |                                                                                    |
|  | Alpinobombus, 5 видів                                                              |
|  |                                                                                    |
|  | Bombus (підрід), 5 видів                                                           |
|  |                                                                                    |

|  | Alpinobombus, 5 видів    |
|  |                          |
|  | Bombus (підрід), 5 видів |
|  |                          |

|  | Alpigenobombus, 7 видів                                                               |
|  |                                                                                       |
|  | Melanobombus, 17 видів                                                                |
|  |                                                                                       |
|  | \| \| Sibiricobombus, 7 видів \| \| \| \| \| \| Cullumanobombus, 23 видів \| \| \| \| |
|  |                                                                                       |
|  | Sibiricobombus, 7 видів                                                               |
|  |                                                                                       |
|  | Cullumanobombus, 23 видів                                                             |
|  |                                                                                       |

|  | Sibiricobombus, 7 видів   |
|  |                           |
|  | Cullumanobombus, 23 видів |
|  |                           |

|  | Megabombus, 22 видів                                                            |
|  |                                                                                 |
|  | \| \| Thoracobombus, 50 видів \| \| \| \| \| \| Psithyrus, 30 видів \| \| \| \| |
|  |                                                                                 |
|  | Thoracobombus, 50 видів                                                         |
|  |                                                                                 |
|  | Psithyrus, 30 видів                                                             |
|  |                                                                                 |

|  | Thoracobombus, 50 видів |
|  |                         |
|  | Psithyrus, 30 видів     |
|  |                         |

|  | Megabombus, 22 видів                                                            |
|  |                                                                                 |
|  | \| \| Thoracobombus, 50 видів \| \| \| \| \| \| Psithyrus, 30 видів \| \| \| \| |
|  |                                                                                 |
|  | Thoracobombus, 50 видів                                                         |
|  |                                                                                 |
|  | Psithyrus, 30 видів                                                             |
|  |                                                                                 |

|  | Thoracobombus, 50 видів |
|  |                         |
|  | Psithyrus, 30 видів     |
|  |                         |

|  | Pyrobombus, 50 видів                                                               |
|  |                                                                                    |
|  | \| \| Alpinobombus, 5 видів \| \| \| \| \| \| Bombus (підрід), 5 видів \| \| \| \| |
|  |                                                                                    |
|  | Alpinobombus, 5 видів                                                              |
|  |                                                                                    |
|  | Bombus (підрід), 5 видів                                                           |
|  |                                                                                    |

|  | Alpinobombus, 5 видів    |
|  |                          |
|  | Bombus (підрід), 5 видів |
|  |                          |

|  | Alpigenobombus, 7 видів                                                               |
|  |                                                                                       |
|  | Melanobombus, 17 видів                                                                |
|  |                                                                                       |
|  | \| \| Sibiricobombus, 7 видів \| \| \| \| \| \| Cullumanobombus, 23 видів \| \| \| \| |
|  |                                                                                       |
|  | Sibiricobombus, 7 видів                                                               |
|  |                                                                                       |
|  | Cullumanobombus, 23 видів                                                             |
|  |                                                                                       |

|  | Sibiricobombus, 7 видів   |
|  |                           |
|  | Cullumanobombus, 23 видів |
|  |                           |

|  | Pyrobombus, 50 видів                                                               |
|  |                                                                                    |
|  | \| \| Alpinobombus, 5 видів \| \| \| \| \| \| Bombus (підрід), 5 видів \| \| \| \| |
|  |                                                                                    |
|  | Alpinobombus, 5 видів                                                              |
|  |                                                                                    |
|  | Bombus (підрід), 5 видів                                                           |
|  |                                                                                    |

|  | Alpinobombus, 5 видів    |
|  |                          |
|  | Bombus (підрід), 5 видів |
|  |                          |

|  | Alpigenobombus, 7 видів                                                               |
|  |                                                                                       |
|  | Melanobombus, 17 видів                                                                |
|  |                                                                                       |
|  | \| \| Sibiricobombus, 7 видів \| \| \| \| \| \| Cullumanobombus, 23 видів \| \| \| \| |
|  |                                                                                       |
|  | Sibiricobombus, 7 видів                                                               |
|  |                                                                                       |
|  | Cullumanobombus, 23 видів                                                             |
|  |                                                                                       |

|  | Sibiricobombus, 7 видів   |
|  |                           |
|  | Cullumanobombus, 23 видів |
|  |                           |

Підроди, що належать роду Bombus

## Опис
Рід багато в чому близький до медоносних бджіл. Його представники відрізняються великими розмірами, мирним характером і не дуже болісним укусом. Близько 300 видів джмелів мешкають в Північній Євразії, в Північній Америці у горах.
Тільце у джмеля товсте і волохатіше, ніж у бджоли. Як і у бджіл, самці джмелів не мають жала.
Одні з найбільш холодостійких комах. Джмелі здатні розігрівати своє тіло до 40 °C, скорочуючи м'язи грудей. Це дозволяє їм вилітати рано вранці і збирати перший нектар, коли повітря ще не достатньо прогрілося, що надає джмелям певну перевагу у конкуренції з іншими видами комах.
Джмелі — це суспільні комахи. Самки поділяються на великих плідних маток і дрібних безплідних робочих, що виконують всі основні роботи у гнізді. Зазвичай, великі джмелині гнізда мають 100—200 особин, в особливих випадках кількість може доходити до 500 особин.
Корисний запилювач, бо відвідує багато квіток, які не запилюють інші комахи. Найбільше запилює конюшину та метеликові рослини. Для запилення овочевих у теплицях використовують штучно розведених джмелів. Галузь сільського господарства, що займається розведенням джмелів для запилення сільськогосподарських культур з метою підвищення їх врожайності називається джмільництвом. Її побічним продуктом може бути отримання джмелиного воску.
Україна експортує джмелів в інші країни. На початку 2018 року «Український клуб аграрного бізнесу» оприлюднив інформацію, згідно якої, протягом січня — вересня 2017 року було експортовано 73 тони джмелів. Середня вартість кілограму джмелів станом на 2017 р. — 40 доларів. Однак невдовзі ця інформація була спростована. Помилка сталася через неправильну інтерпретацію коду зовнішньоекономічної діяльності згідно з даними Державної служби статистики. Крім джмелів, група включає також бджіл, павуків, метеликів та ін. Саме за цими категоріями здійснювався експорт.

## Біологія

### Харчування
Язичок (хоботок) джмеля — це довгий волохатий ротовий апарат, що виходить з видозміненої максили, схожої на чохол. Головним призначенням язичка є «хлебтання», тобто поглинання рідини багаторазовим зануренням туди язичка. Кінчик язичка ймовірно виступає у ролі присоски, а під час хлебтання, нектар скоріш за все підіймається хоботком за допомогою капілярного ефекту. У періоди спочинку та польоту хоботок згорнуто під головою. Чим довший язичок, тім глибше джміль може проникнути у квітку, і бджолині скоріш за вcе вивчають з досвіду які типи квіткових ресурсів найбільш сумісні з довжиною їх язичка. Джмелі з коротшими хоботками, як Bombus bifarius, мають більше труднощів під час добування нектару відносно до інших джмелів з довшими хоботками. Для того щоб впоратись з цією завадою, особини-робітники Bombus bifarius займаються «викраденням» нектару, отримуючи доступ до нектарників через отвори в їх базі, тим сами уникаючи запилення, але утримуючу невелику харчову винагороду.

### Виробництво воску
Екзоскелет черевця джмеля поділено на пластини названі спинні тергіти та черевні стерніти. Віск виділяється залозами на черевці та виходить між стернітами, де він збирається пластівцями ніби лупа. Його виділяють королева коли вона починає гніздо та молоді особини-робітники. Віск зіскрібають з черевця лапками, мнуть доки він не стає піддатливим та застосовують для спорудження медових чашечок, покриття яєць, підкладки пустих коконів щоб використовувати як контейнери для сховища та іноді для покриття зовнішньої поверхні гнізда.

### Забарвлення
Яскраво забарвлений ворс джмеля є апосематичним (застережливим) сигналом, бо самки здатні завдавати болючі укуси. В залежності від виду та морфи, застережливі кольори включають від повністю чорного, до яскраво жовтого, червоного, помаранчевого, білого та рожевого. Комахи ряду двокрилі з родин повисюхові (Syrphidae), ктирі (Asilidae), ґедзеві (Tabanidae), оводи (Oestridae) та бренівкові (Bombyliidae) усі включають види що проявляють мімікрію Бейтса і достатньо схожі на джмелів щоб обманювати частину хижаків.

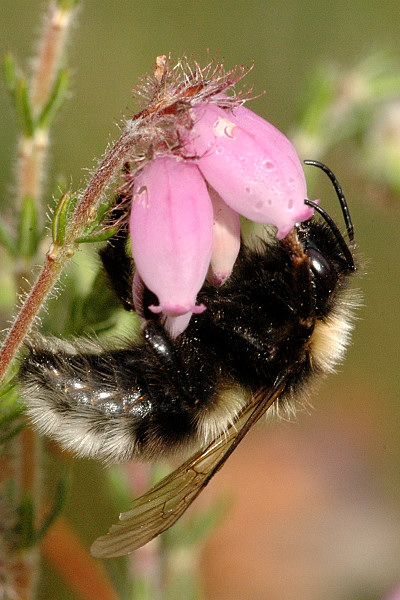
Джмелі-зозулі, як зображений джміль-зозуля Барбута (Bombus barbutellus), мають схоже апосематичне забарвлення до гніздових джмелів і можуть також імітувати зовнішній вигляд виду свого хазяїна

Багато видів джмелиних (Bombus), у тому числі джмелі-зозулі (Psithyrus), обрели в процесі еволюції мімікрію Мюллера, де різні джмелі регіону схожі один на одного, для того щоб молоді хижаки могли одразу запам'ятати уникати усі їх види. Наприклад, в Каліфорнії група джмелиних складається здебільшого з видів чорного кольору, в тому числі B. californicus, B. caliginosus, B. vandykei, B. vosnesenskii, B. insularis та B. fernaldae. Інші бджолині в Каліфорнії включають групу видів які мають чорні та жовті смуги. В усіх випадках, мімікрія Мюллера надає бджолиним в групах перевагу. Крім цього, паразитичні джмелі (джмелі-зозулі) схожі на своїх хазяїнів більше, ніж можливо було б очікувати при конвергенції (збіг), принаймні в місцевостях як Європа, де спільне видоутворення паразита та хазяїна характерні. Цей випадок також можливо пояснити мімікрією Мюллера, натомість варіанту де забарвлення паразита використовується щоб обманювати хазяїна (агресивна мімікрія).

### Терморегуляція
Джмелі активні в умовах при яких медоносні бджоли залишаються вдома і здатні поглинати тепло навіть зі слабкого сонячного проміння. Густий ворс утворений довгими щетинками надає джмелям інсуляцію (затримує тепле повітря) яка допомагає їм не мерзнути в холодну погоду. Види з холодних кліматів мають довші щетинки (і таким чином товстіші верстви інсуляції) ніж види з тропіків. Температура грудних м'язів, що займають більшість тораксу (грудей), повинні бути хоча б 30 °C для польоту. Тремтіння може підіймати температуру м'язів. Приблизно п'ять хвилин потрібно для того щоб м'язи достатньо прогрілися при температурі повітря 13 °C.

#### Анабіоз
Температура анабіозу, чи заціпеніння, у контексті літаючих комах, — це температура при якій грудні м'язи (що контролюють політ) не здатні прийти в дію. У порівнянні з медоносними бджолами та бджолами-теслярами, джмелі мають найнижчу температуру заціпеніння. Серед джмелиних, найнижча належить Bombus bimaculatus — 7 °C. Проте, джмелів бачили в польоті і в більш низьких температурах середовища. Ця невідповідність ймовірно зникла через те, що температуру заціпеніння виміряли тестами в лабораторних умовах. В природі, джмелині мешкають в укриттях з інсуляцією (захистом від втрати тепла) і можуть тремтіти щоб зігрітися перед виходом в холод.

### Комунікація та соціальне навчання
Джмелі не мають вух, і не відомо чи здатні вони чути, або наскільки гарно вони це роблять. Проте, вони чутливі до вібрацій, що звук створю під час передачі деревом та іншими матеріалами.
Джмелі не виконують «танець бджіл», що медоносні бджоли використовують для поширення між особами-робітниками місцезнаходження їжі або інших ресурсів. Натомість, коли вони повертаються з успішного фуражу (експедиції за ресурсами), вони енергійно бігають кругом гнізда протягом декількох хвилин, а потім знов вилітають на фуражувати. Ці джмелі можливо здійснюють певну форму комунікації за допомогою звуків дзижчання своїх крил, що в свою чергу спонукає інших джмелів до збору ресурсів. Рівень запасів їжі в колонії також може спонукати активність фуражу. Бджолині слідкують за кількістю меду в медових горщиках (сховищах), і коли залишається мало запасів, або коли приносять високоякісну їжу, вони більш схильні фуражувати.
Джмелів спостерігали за здійсненням соціального навчання (навченні). У дослідженні 2017 року, що залучало джмеля земляного (Bombus terrestris), бджолиних навчили виконувати неприродне для них завдання у виді переміщення великих об'єктів заради винагороди. Бджоли, які мали можливість спочатку спостерігати як завдання виконує інша бджола, були значно більш успішними у вивченні цього завдання ніж бджоли, які спостерігали за виконанням тих самих дій магнітом — це вказувало на важливість для бджолиних соціально-поширеної інформації. Бджоли не повторювали одна одну з точністю, і дослідження запропонувало, що бджоли натомість намагались наслідувати цілі тих, за ким спостерігали.

### Розмноження та гніздування

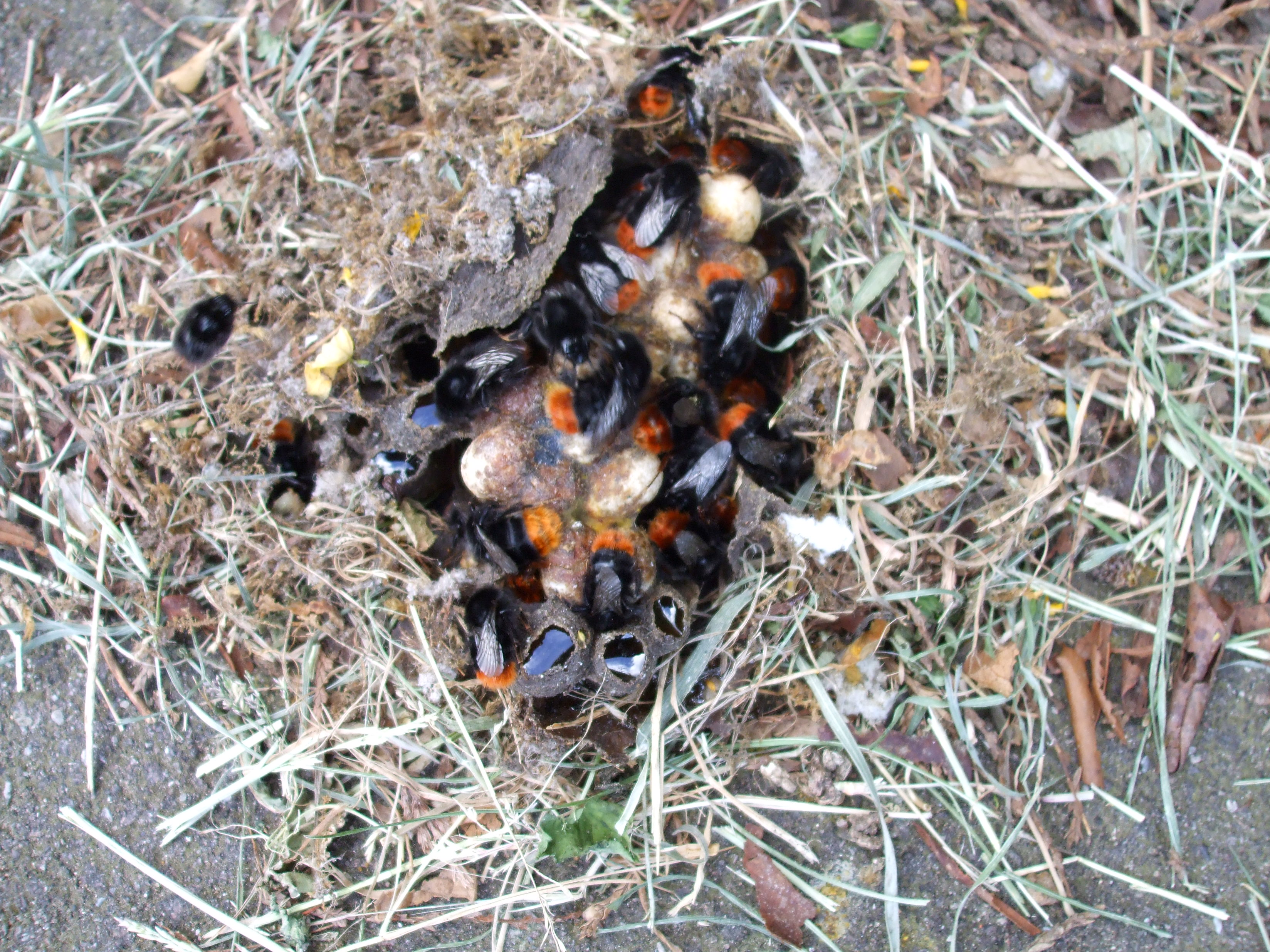
Гніздо джмеля кам'яного де видно повні воскові чашечки меду.

Розмір гнізда залежить від виду джмеля. Більшість утворює колонії між 50 та 500 особинами, але було задокументовано колонії з усього ~20 особинами та такі, що досягали аж 1700. Ці гнізда малі у порівнянні з гніздами медоносних бджіл, які містять приблизно 50,000 особин. Багато видів гніздують під землею, обираючи старі нори гризунів або приховані, затишні місця, уникаючи місця які отримують пряме сонячне проміння і потенційно можуть призвести до перегріву. Інші види гніздують над землею, від густої трави до дупла в дереві. Гніздо джмелів не складається з шестигранних призматичних чашечок як в медових бджіл — натомість, стільники недбало скупчено разом. Робочі джмелі виносять мертвих особин та личинки з гнізда та залишають їх при вході, тим самим допомагаючи запобігти хвороби. Гнізда в помірних регіонах витримують тільки один сезон і не зберігаються після зими.

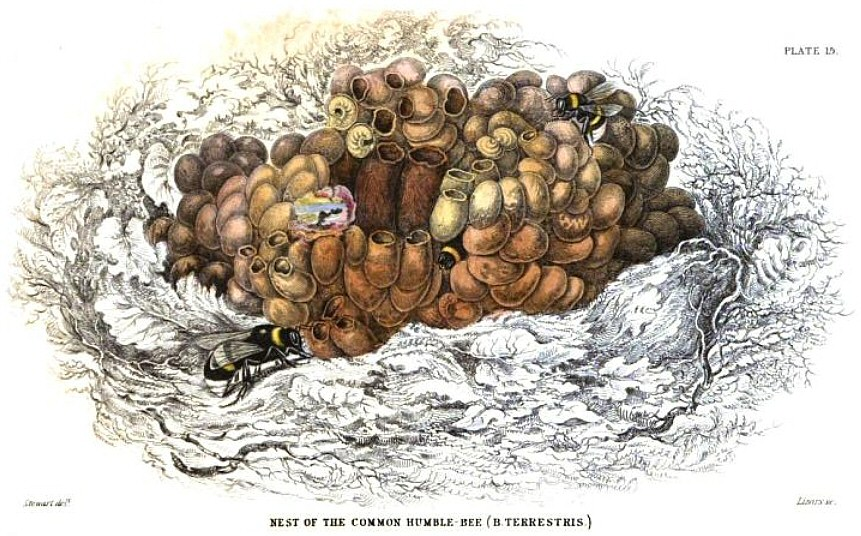
Життєвий цикл джмелів зображує дорослих особин та личинок в гнізді виду джміль земляний (Bombus terrestris). Гравюру виконано в 1840 році William_Home_Lizars ймовірно за мотивами малюнку James_Hope_Stewart.

Ранньою весною матка-засновниця виходить з зимівлі (діапаузи) та відшукує придатне місце щоб заснувати свою колонію. Вона потім будує воскові стільники куди покладе свої яйця, що було запліднено в попередньому році. Яйця, які вилуплюються, стають робочими джмелями жіночої статі, і з часом матка заселяю свою колонію, де робочі — схожим чином до медоносних бджіл — годують дитинчат та виконують інші обов'язки. У помірних поясах, молоді матки залишають гніздо восени та спаровуваються, часто більше ніж один раз, з трутнями (особинами чоловічої статі) примушених покинути їх колонію. Трутні та робочі джмелі помирають коли погода починає холоднішати; в свою чергу, молоді матки починають активно годуватись щоб накопичити запаси жиру перед зимою. Вони виживають в стані сплячки (діапаузи), зазвичай під землею, доки погода не потеплішає навесні; джміль луговий (англ. early bumblebee — ранній джміль) є видом що прокидається першим серед джмелиних. Багато видів джмелів дотримуються такої узагальненої системи протягом року. Bombus pensylvanicus, північноамериканський вид під загрозою, є прикладом джмеля що притримується такого типу колоніального циклу. Для цього виду цикл починається в лютому, з розмноженням в липні чи серпні, і закінчується в місяцях зими. Матка залишається у сплячці до весни наступного року щоб отримати найкращі можливі умови для пошуку гнізда.
Яєчники заплідненої матки активуються тільки коли вона починає відкладати яйця. Яйце проходить вдовж яйцеводу до піхви, де знаходиться спермотека, в якій зберігається сперма після спаровування. В залежності від потреби, матка може дозволити яйцю бути заплідненим. Незапліднені яйця стають гаплоїдними особинами чоловічої статі (трутні), а запліднені яйця виростають в диплоїдних жіночих особин (робітники) та маток. Гормони які стимулюють розвиток яєчників пригнічуються в жіночих особинах-робітниках доки матка залишається панівною.

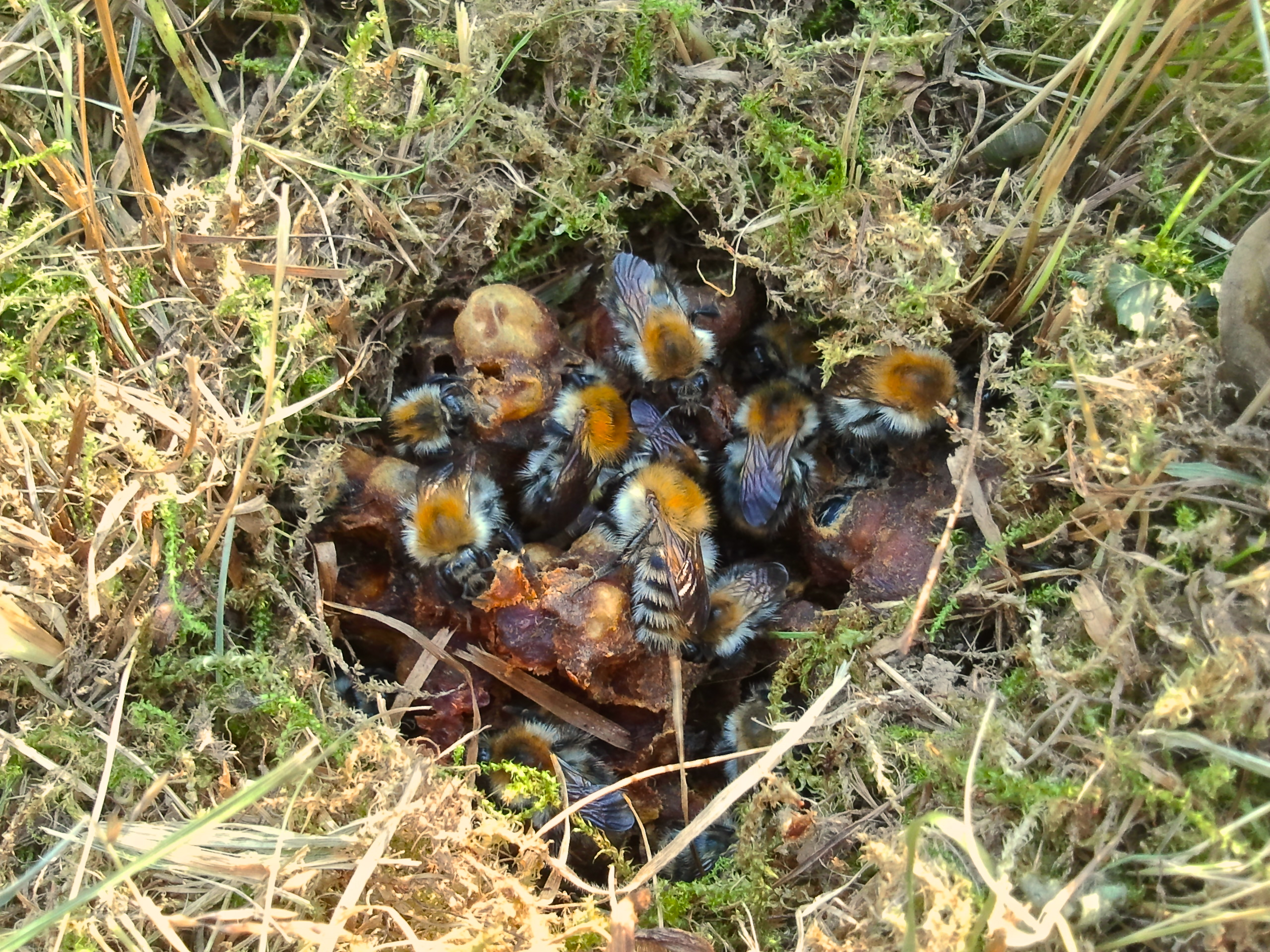
Наземне гніздо джмеля звичайного польового (Bombus pascuorum) приховане в траві та моху. Воскову обгортку (лат. involucrum) було знято щоб показати крилатих джмелів-робітників та лялечок в нерівно розміщених воскових стільниках.

Для розвитку личинкам потрібні нектар як джерело вуглеводів та пилок як джерело білку. Джмелі годують свої личинки нектаром прогризаючи невеликий отвір в стільниках (камери де вирощують потомство) я який вони відригують нектар. Личинок годують пилком одним з двох методів, в залежності від виду джмеля. Кишене-утворювальні джмелі створюють «кишені» пилку в основі скупчення стільників, звідти личинки годуються. Пилко-нагромаджувальні джмелі зберігають пилок в окремих воскових «горщиках» і самостійно годують личинок.
Після виходу першої чи другої групи потомства, робітники повністю беруть фуражування (збір ресурсів) на себе, а матка проводить більшість свого часу за відкладанням яєць та доглядом личинок. Колонія поступово росте та з часом починає вирощувати чоловічих особин та нових маток. Джмелі-робітники здатні відкладати незапліднені гаплоїдні яйця (тільки один набір непарних хромосом від самого робітника) які виростають в здорових, життєздатних чоловічих джмелів. Лише запліднені матки мають можливість відкладати диплоїдні яйця (один набір хромосом від трутня й один від матки) які стають робітниками та новими матками.
У молодій колонії матка зменшує репродуктивну конкуренцію з боку особин-робітників пригнічуючи в них відкладання яєць за допомогою фізичної агресії та феромонів. Деякі дослідження вказують на те, що робочі особини також регулюють своє розмноження, в додаток до матки або повністю самостійно. Можливими факторами, що впливають на цю саморегуляцію, може бути сприйняття статусу матки робочими особами за присутністю її феромонів та того, що в гнізді є личинки які стануть матками. Поведінка «контролю робочими» (англ. worker policing) приводить до того, що майже усі яйця відкладені робочими особинами з'їдають. Таким чином, матка зазвичай є матір'ю усього першого покоління чоловічих особ. Зрештою робочі починають відкладати яйця чоловічої статі коли здатність матки пригнічувати їх розмноження послаблюється під кінець сезону. Через наявність репродуктивної конкуренції між робочими особами та маткою, джмелі вважаються «примітивно еусоціальними».
Хоча більшість джмелиних дотримуються моногінних (англ. monogynous) циклів колонії — тобто тих, що мають лише одну матку — окремі види Bombus (як Bombus pauloensis) проводять частину свого циклу в полігінній (англ. polygynous) фазі — тобто мають декілька маток в одному гнізді під час цього періоду.

### Фуражування

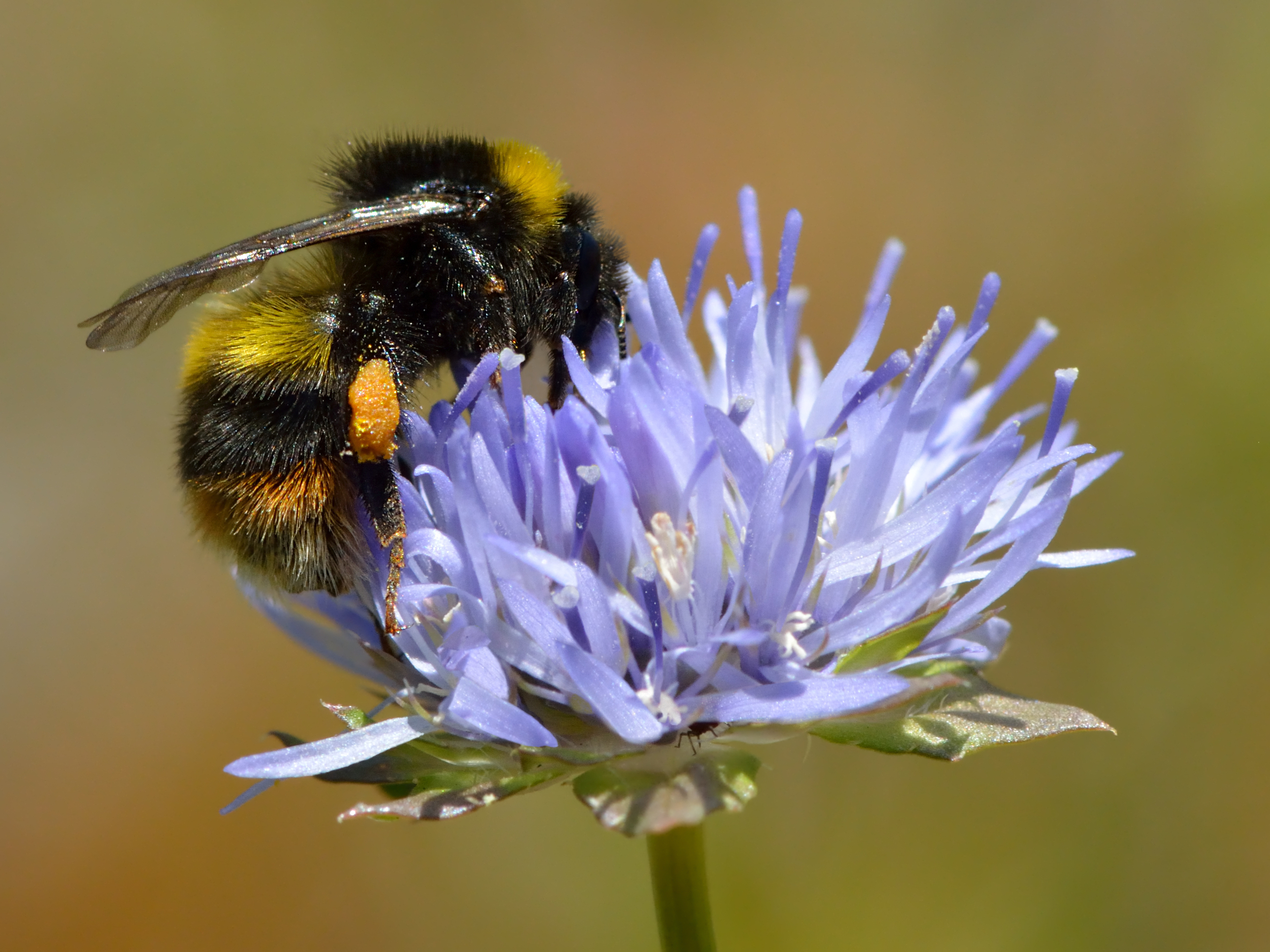
Джміль з наповненими пилковими кошиками

Джмелі зазвичай надають перевагу квітам з характеристиками синдрому запилення і відвідують ділянки на відстані до 1-2 км від своєї колонії. Вони схильні відвідувати ті самі ділянки кожного дня доки вони продовжуватимуть знаходити там нектар та пилок. Таку поведінку називають «квіткова постійність» чи «постійність опилення». Джмелі здатні досягати швидкостей до 15 м/с (54 км/год) під час фуражування.
Джмелі покладаються на комбінацію кольору та просторових відносин щоб визначити квіти для фуражування. Вони здатні виявляти наявність та структуру електричних полей на квітах, які утворюються через атмосферну електрику та затримуються на невеликі проміжки часу перед тим як розсіятись в землі. Джмелі використовують цю інформацію щоб дізнатися чи була квітка нещодавно відвідана іншими представником бджолиних. Вони також можуть відчувати температуру квітів, які їх частини тепліше або холодніше, та використовувати цю інформацію щоб розпізнавати квіти. Приземлившись на квітку джміль добуває своїм довгим язичком (хоботком) нектар та зберігає його в своєму волі (частина стравоходу). Багато видів джмелиних проявляють поведінку «крадіжки нектару»: натомість того щоб дістатись нектарників стандартним засобом, через верх, такі джмелі прокушують отвір прямо в основі віночка щоб дістатись нектару, тим самим уникаючи опилення.
Джмелі збирають квітковий пилок навмисно або випадково. Випадкове опилення трапляється якщо джміль контактує з тичинками квітки під часу збору нектару. Тичинки обвалюють ворс джмеля пилком коли він залазить до квітки. У маток та робітників це потім зчісується до пилкових кошиків на задніх ніжках і виглядає як випуклі маси, що можуть вміщати коло мільйону зерен пилку. Чоловічи особини джмелів не мають пилкових кошиків та не збирають пилок навмисно. Джмелі також здатні трясти квітку механізмом вібрації (англ. buzz pollination), яким вони скидають пилок з тичинок утворюючи резонуючі вібрації грудними м'язами.
Принаймні в деяких видах, джмелі мітять квітку своїм запахом після відвідування. Цей запах відштовхує інших джмелиних доки він не випарується. Ця мітка запахом є загальною сумішшю хімічних речовин що джмелі залишають в різних локаціях (наприклад нейтральні території, гнізда, місця з їжею). Вони використовують цю суміш щоб навчитися розрізняти корисні та некорисні квіти, і можливо навіть здатні визначати хто відвідував квітку раніше. Джмелі більше покладаються на ці мітки коли квітка має довший «час відвідування», тобто коли у джмеля уходить більше часу щоб знайти нектар всередині квітки.
Коли вони зібрали достатньо нектару та пилку, жіночі робочі особини повертаються в гніздо та залишають свій врожай в стільниках дитинчат або у воскових стільниках на зберігання. На відміну від медоносних бджіл, джмелі зберігають їжу в кількостях яких вистачило б тільки на декілька днів, тому вони більш вразливі до дефіцитів. Чоловічі особини джмелів збирають виключно нектар і кормлять тільки самих себе. Вони можуть відвідувати зовсім різні квіти від робочих особин через особливості їхніх харчових потреб.

### Непрямий політ
Бджолині махають крилами близько 200 раз в секунду. Їх м'язи грудей не стискаються з кожним нейронним збудженням — натомість вони вібрують як струни що перебирають. Це дозволяє системі м'язів та крил ефективно працювати на резонуючих частотах бо знижує загальне енергоспоживання. Крім того, такий механізм є необхідним адже моторні нерви комах зазвичай не здатні збуджуватись 200 раз в секунду. Такий тип м'язів називають асинхронними (англ. asynchronous muscles), іноді також непрямими та швидкими, і вони зустрічаються в системах крил родин Hymenoptera (Перетинчастокрилі), Diptera (Двокрилі), Coleoptera (Твердокрилі), and Hemiptera (Напівтвердокрилі). Джмелям потрібно добре прогріти своє тіло для того щоб злетіти за низьких температур. Їх внутрішня температура грудей може досягати 30 °C за використанням методу «тремтіння».

### Джмелі-зозулі

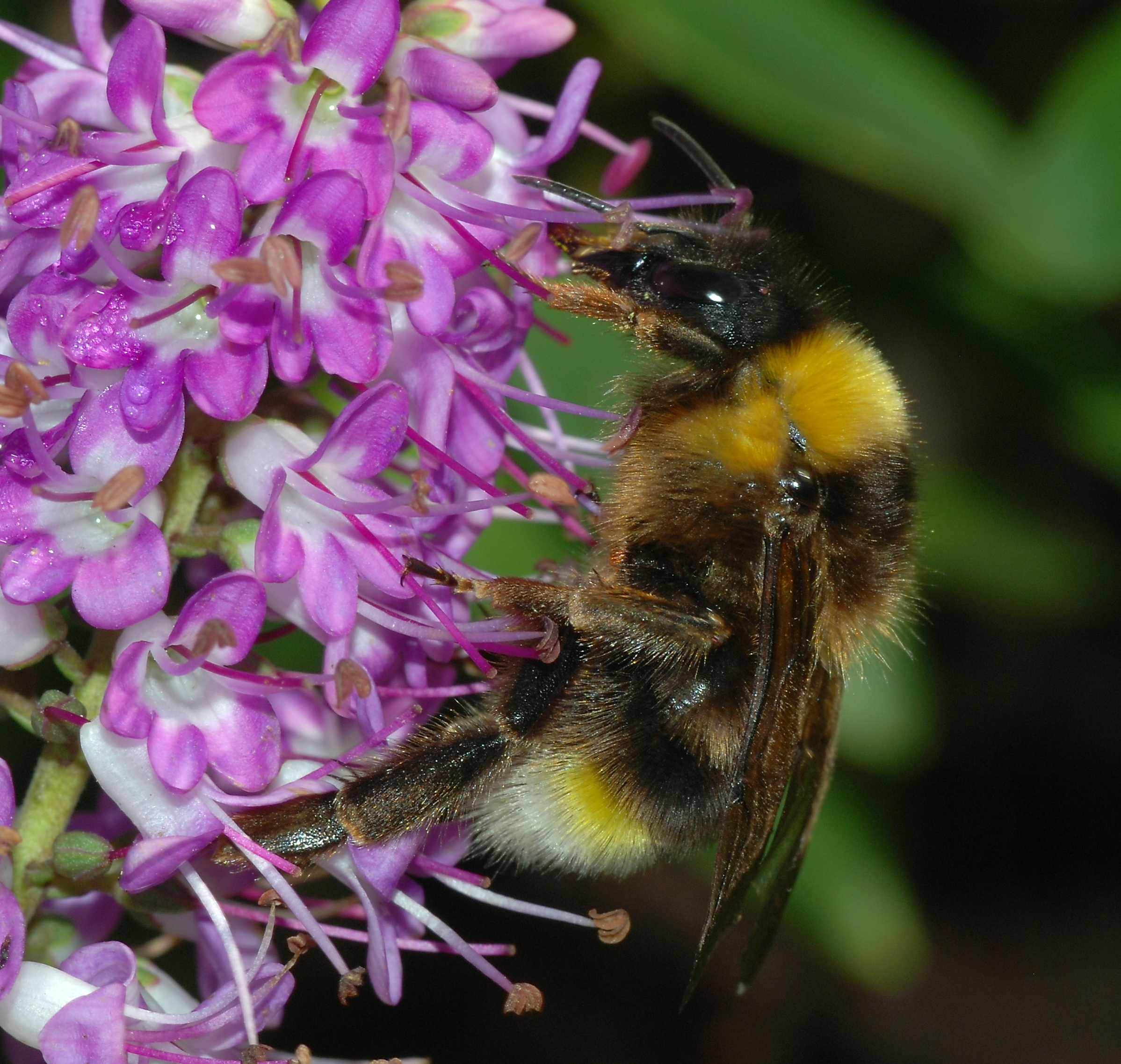
Джміль-зозуля богемський (Bombus vestalis), паразит джмеля земляного (Bombus terrestris)

Джмелі підроду Psithyrus, також знайомі як джмелі-зозулі і донедавна відокремлені у власний рід Psithyrus, втратили здібність збирати пилок самостійно і є гніздовими паразитами (або клептопаразитами) колоній інших джмелиних. Перед тим як знайти та захопити колонію хазяїна, матка Psithyrus, наприклад виду Bombus sylvestris (джміль-зозуля лісовий), годується з квітів. Як тільки вона вторглась до колонії хазяїна, матка Psithyrus вбиває чи підкорює місцеву матку і застосовує феромони та фізичну силу для того щоб примусити робітників цієї колонії годувати її та її виводок. Джмелів-зозуль можливо охарактеризувати як нетерпимих-до-маток загарбників (англ. inquilines), оскільки матку виду хазяїна зазвичай вбивають щоб була можливість дати більше власного потомства, хоча деякі види, як Bombus bohemicus (джміль-зозуля богемський), навпаки стають більш успішними якщо вони залишають матку-хазяїна живою.
Щоб розрізняти співмешканців та загарбників, джмелі використовують систему розпізнавання на основі хімічних речовин, якою користуються всі члени колонії. Матки Psithyrus еволюціонували різні стратегії інтеграції, щоб подолати супротив. Вони зовнішні схожі на вид хазяїна та іноді навіть можуть імітувати його унікальний запах. Найчастіше джмелі-зозулі використовують стратегію уникнення і ховаються між стільниками дитинчат (виводком), що дає їм час перейняти запах колонії. Деякі види Psithyrus мають більш агресивну стратегію і негайно атакують будь-яку ворожу до них особину. Під час входу в гніздо кілька робітників злітаються до самки-паразита і утворюють скупчення навколо неї, де кожен намагається вкусити та вжалити загарбника, периодично вбиваючи один одного під час бійки. Незважаючи на це, смерть маток джмелів-зозуль трапляється рідко, оскільки вони мають низку бойових морфологічних адаптацій, які допомагають їм захищатися від нападів робітників, а також підвищують їх шанси захвату гнізда, що включають великі мандибули, міцну кутикулу та збільшений мішечок яду.
Жіночі та чоловічі особини джмелів-зозуль розлітаються та спаровуваються при виході з лялечок. Чоловічи особини не переживають зиму, але жіночі особини Psithyrus, як і непаразитичні джмелині матки, знаходять придатне місце для зимівлі та входять в стан діапаузи (сплячки) після спаровування. Вони зазвичай прокидаються з зимівлі після виду свого хазяїну. Кожний вид джмеля-зозулі має окремий вид хазяїна, на якого він часто схожий. Під час дослідження виду-паразита Bombus vestalis (джміль-зозуля білозадий) та виду-хазяїна Bombus terrestris (джміль земляний) генетичні аналізи диких особин показали що 42 % гнізд виду-хазяїна з єдиної місцевості втратили супротив до свого паразиту.

### Укус
Матки та робітники джмелів здатні жалити (кусати). На відміну від медоносних бджіл, жало джмеля не має шипів, тому вони мають можливість жалити багаторазово не залишаючи саме жало в місці рани і не травмуючи самих себе. Види джмелиних звичайно не агресивні, але можуть кусати захищаючи своє гніздо, або коли потерпіли шкоди. Жіночі особини джмелів-зозуль агресивно нападають на членів колонії хазяїна і жалять місцевих маток, але не зважають уваги на інших тварин якщо їх не турбують.
Укус джмеля болісний для людини, але з медичної точки зору не завдає шкоди в більшості випадків, хоча і може викликати алергічну реакцію у вразливих людей.

## Хижаки, паразити, патогени

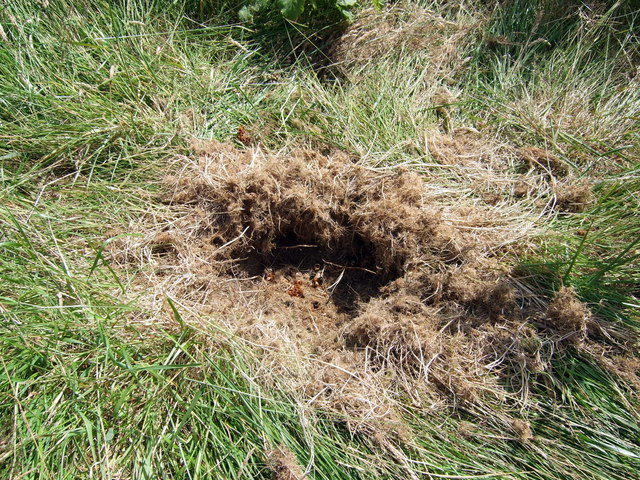
Викопане та знищене джмелине гніздо, ймовірно борсуком

Джмелів, не дивлячись на їх здатність жалити, споживають деякі хижаки. Борсуки розкопують їх гнізда та виїдають звідти личинок і запаси їжі, включаючи дорослих особин джмелів, що могли бути всередині. В північній Америці на дорослих джмелів полюють ктирі (родина Asilidae) та вовчі бджоли (рід Philanthus), а в Європі такі птахи як бджолоїдки та сорокопуди ловлять дорослих особин на льоту. Менші птахи як синиця велика також іноді підкріплюються джмелями, в той час як камуфляжно (маскувально) забарвлені павуки-краби нападають з засідки і захоплюють їх під час відвідування квіток.

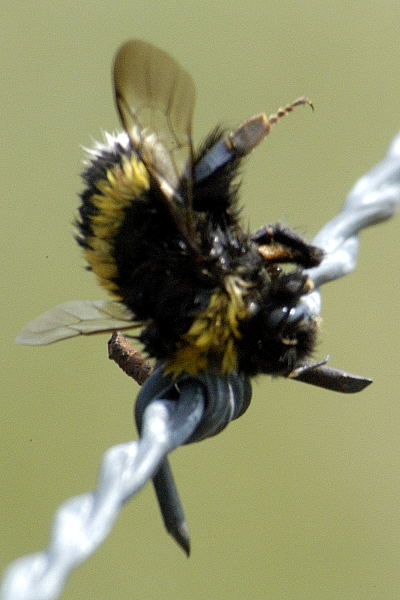
Джміль збережений на потім сорокопудом сірим

Сорокопуд сірий здатен виявляти літаючих джмелів на відстані до 100 м. Зазвичай він вбиває свою здобич наколюючи її на шипи чи гостре гілля де він роздирає її своїм дзьобом або зберігає на період дефіциту їжі. Сорокопуди, а також синиці та дрозди, іноді видаляють жало впійманого джмеля перед споживанням обтираючи його тільце об гілля. Осоїд євразійський спеціалізується на осиних виводках, але його дієта також включає інших комах, в тому числі джмелів; він стежить за літаючими комахами та повертається з ними до їх гнізда, яке викопує своїми лапами, та виїдає звідти личинок, лялечок та дорослих особин одразу як знаходить їх.
На джмелях паразитують спеціалізовані трахейні кліщі Locustacarus buchneri, які спричиняють хворобу локустакарокоз і за великих концентраціях в колоніях призводять до скорочення тривалості життя та активності в лабораторних умовах. Протозоа, як Crithidia bombi та Apicystis bombi; та мікроспоридії, як Nosema bombi та Nosema ceranae, представляють кишкових паразитів джмеля, які здатні серйозно впливати на когнітивні здатності, тривалість життя та розмноження в зараженій колонії.
Самки джмелиної молі Aphomia sociella (іноді також джмелина воскова міль, не плутати з восковою молю) надають перевагу джмелиним гніздам коли обирають місце щоб відкласти яйця. Личинки цієї молі тоді відгодовуються на яйцях, личинках та лялечках які джмелі залишили незахищеними, іноді руйнуючи велику частину гнізда.

## Стосунки з людьми

### Помилкові уявлення щодо польоту
Згідно з міфом 20-го століття, закони аеродинаміки начебто доводять, що джміль не повинен бути здатним літати, оскільки у нього немає такої потужності (в контексті розміру крил та змахів в секунду) щоб піднятись в повітря з потрібним ступенем навантаження на крило.
«За законами фізики джміль літати не повинен, але він про це не знає і все одно літає» — стверджує популярний в народі жарт.
'Нібито хтось зробив швидкий приблизний розрахунок, враховуючи вагу та площу крила джмеля, та прийшов до висновку, що якщо він літає зі швидкістю лише пару метрів в секунду, то крила не виробляють достатньо підіймальної сили щоб підтримувати його в повітрі,' пояснює Чарлі Єлінгтон, професор тваринної механіки при Кембриджі. 
Походження цього твердження складно точно встановити. Джон Г. МакМастерс, авіаційний інженер зробивший великий внесок до освіти в галузях інженерії та аеродинаміки, розповідав історію з банкетного обіду про безіменного швейцарського аеродинаміка який виконав декілька приблизних розрахунків і зробив висновок, начебто жартуючи, що згідно з його рівняннями джмелі не здатні літати. З роками, МакМастерс відмовився від цього походження, пропонуючи що в цьому випадку може бути багато джерел, і найраніше з тих, що він знайшов було посилання у книзі 1934 року Le Vol des Insectes французьким ентомологом Антон Магнан (1881—1938). Там застосували рівняння опору повітря до комах і вияснили, що їх політ є нібито неможливим.
Наступний уривок з'являється у вступі до Le Vol des Insectes:
```
     "Tout d'abord poussé par ce qui se fait en aviation, j'ai appliqué aux insectes les lois de la résistance de l'air, et je suis arrivé avec M. Sainte-Laguë à cette conclusion que leur vol est impossible."
     "Спочатку на основі того що роблять в авіації, я застосував закони опору повітря до комах і разом з містером Сант-Лагю прийшов до висновку, що їх політ є неможливим."
```

Магнан говорить про свого асистента Андре Сант-Лагю. За словами біоінженера Майкла Дікінсон: «Історію про джмеля можливо простежити до книги 1934 року ентомологом Антон Магнан, який посилається на розрахунки виконані ним та його асистентом Андре Сант-Лагю, який також був інженером. Висновок було ймовірно основано на тому, що максимальна можлива сила підйому, яку можуть створювати крила розміром з джмелиних рухаючись так само повільно як і джміль в польоті, буде значно меншою ніж вага самого джмеля.»
Деякі приписують популяризацію ідеї фізику Людвиг Прандтл (1875—1953) з Геттінгенського університету в Німеччині. Інші кажуть що розрахунки виконав швейцарський газовий динаміст Якоб Акерет (1898—1981).
Розрахунки які нібито показують, що джміль не здатен літати, основані на спрощеному лінійному рівнянні коливального аеродинамічного профілю. Цей метод припускає невеликі коливання амплітуди без розриву потоку повітря. Це ігнорує ефект динамічного звалювання (розрив потоку повітря що утворює сильний вихор над краєм крила), який короткочасно створює силу підйому аеродинамічного профілю (крила) в декілька разів більшу за звичайну силу під час польоту. Більш витончений аеродинамічний аналіз показує, що джміль здатен літати бо його крила стикаються з динамічним звалюванням в кожному коливальному циклі. Іншими словами, під час польоту крила джмеля змахують приблизно 240 раз/с і одночасно обертаються, описуючі «вісімки», що утворює вихри та «бульбашки» тиску, які надають крилам додаткову силу підйому.
Крім того, видатний біолог кваліфікований в аеронавтиці Джон Майнард Сміт зазначав, що не очікує від джмеля довгого підтримання польоту, оскільки йому потрібно буде виробляти забагато сили як для його малої площі крил. Однак, в аеродинамічних експериментах з іншими комахами, він виявив що густота на шкалі малих комах дозволяє навіть їх крихітним крилам переміщати величезні об'єми повітря щодо їх розміру, тому для них сила потрібна на підтримання польоту зменшується в багато разів.

## Еколого-біологічні групи джмелів

### Довгоязичкові, середньоязичкові та короткоязичкові джмелі
Джмелі добувають нектар з квіток язичком (хоботком), який складається з максил та нижньої губи. Особливості його будови впливають на вибір квітки джмелем. До того ж ця морфологічна структура, зокрема довжина язичка (гльоси), визначає з якої глибини та з якою швидкістю джміль може добувати нектар. Існує чітка пряма кореляція між глибиною квіток, на яких живиться джміль, та довжиною язичка джмеля. Отже, ця морфологічна ознака визначає види рослин, на яких живиться певний вид джмеля. Наприклад, «довгоязичкові» джмелі (англ. long-tongued bumblebees) спеціалізуються на видах рослин з видовженим віночком. «Короткоязичкові» джмелі (англ. short-tongued bumblebees) зазвичай живляться на рослинах з квітками, що мають неглибокі віночки. Короткоязичкові джмелі також можуть прогризати стінки квіток з глибокими віночками.

### Кишене-утворювальні та пилко-нагромаджувальні джмелі
Джмелів можна поділити на дві групи за способом живлення личинок:
- Кишене-утворювачі (англ. pocket makers), тобто види, в яких групи личинок розвиваються та живляться всередині вкритої воском камери на «кишенях» відкладеного пилку. Цілком ймовірно, що положення личинок всередині камери впливає на кількість їжі, яку вони отримують, а отже, і на їх розмір тіла[83].

- Пилко-нагромаджувачі (англ. pollen storer), тобто види, в яких личинки велику частину свого розвитку проводять в окремих шовкових комірках і вигодовуються безпосередньо робочими особами[83].

| Види кишене-утворювальних та пилко-нагромаджувальних джмелів |                     |
| Вид                                                          | Тип                 |
| Bombus distinguendus                                         | кишене-утворювач    |
| Bombus hortorum                                              | кишене-утворювач    |
| Bombus jonellus                                              | пилко-нагромаджувач |
| Bombus lapidarius                                            | пилко-нагромаджувач |
| Bombus lucorum                                               | пилко-нагромаджувач |
| Bombus monticola                                             | пилко-нагромаджувач |
| Bombus muscorum                                              | кишене-утворювач    |
| Bombus pascuorum                                             | кишене-утворювач    |
| Bombus pratorum                                              | пилко-нагромаджувач |
| Bombus ruderarius                                            | кишене-утворювач    |
| Bombus sylvarum                                              | кишене-утворювач    |
| Bombus terrestris                                            | пилко-нагромаджувач |

## Поширення та природне середовище
Джмелі зазвичай зустрічаються в помірних кліматах. Вони мешкають часто на більш високих рівнях над морем та широтах ніж інші бджолині, хоча існують тропічні види які живуть на низовинах. Декілька видів (B. polaris та B. alpinus) простягаються в дуже холодні клімати де інші бджоли переважно не зустрічаються. B. polaris мешкає на північному острові Елсмір в Арктиці, разом з іншим видом джмеля, B. hyperboreus, який паразитує на його гніздах. Це вважається найближчими до північного полюсу поширенням еусоціальної комахи. Одна з причин їх присутності в холодних місцевостях це здатність джмелів регулювати власну температуру тіла за допомогою сонячного випромінювання, внутрішнього механізму «тремтіння» та гетеротермії. Гетеротермні тварини мають здатність підтримувати постійну температуру тіла, а також суттєво знижувати її за потреби. Інші бджолині мають схожу фізіологію, проте ці механізми є найбільш розвиненими та найбільш дослідженими в джмелів. Вони адаптуються до височин збільшуючи амплітуду змаху крил. Джмелі мають здебільшого космополітичне поширення, але вони не присутні в Австралії (окрім Тасманії куди їх було інтродуковано) та в Африці зустрічаються лише в північній Сахарі. Понад сотні років тому назад їх також було інтродуковано до Нової Зеландії, де вони зараз грають важливу роль як запилювачі.

## Загрози популяції
Згідно з проведеним у 2020 році Hatta Honeybee Garden and Discovery Center дослідженням, збільшення температур, які перевищували історичні норми, стало причиною скорочення кількості джмелів.

## Галерея

Джмелі на квітах